# Robert Johnsen
Robert Jacob Johnsen (Kopenhagen, 23 juni 1896 - Gentofte (Denemarken) 31 augustus 1975) was een Deens turner. 
Tijdens de Olympische Zomerspelen 1920 won Johnsen met de Deense ploeg de gouden medaille in de landenwedstrijd vrij systeem.

## Resultaten

### Olympische Zomerspelen[2]
| Jaar | Plaats    | Resultaten                         |
| ---- | --------- | ---------------------------------- |
| 1920 | Antwerpen | in de landenwedstrijd vrij systeem |